# Địa hạt Tuyên Chính Viện (nhà Nguyên)
| Lịch sử Tây Tạng |
| --- |
| Cổ đạiThời kỳ đồ đá mới Tượng Hùng ~500 TCN–645                                                                                       |
| Thổ Phồn 618–842Thời kỳ phân liệt 842–1253 Guge 1088–1630                                                                             |
| Thời kỳ các giáo phái thống trịSakyapa 1253–1358 ∟ thuộc Nguyên 1271–1354 Phagmodrupa 1354–1618 Rinpungpa 1435–1565 Tsangpa 1565–1642 |
| Chính quyền Ganden Phodrang 1642–1959Hãn quốc Khoshut 1642–1717 Tây Tạng thuộc Thanh 1720–1912 Tây Tạng 1912–1951                     |
| Cộng hòa Nhân dân Trung Hoa 1951–nayKhu tự trị Tây Tạng 1965–nay                                                                      |
| Xem thêm Quân chủ • Niên biểu • Phật giáo Tây Tạng Chính phủ lưu vong Tây Tạng                                                        |
| x t s |

Địa hạt Tuyên Chính Viện (tiếng Trung: 宣政院轄地; bính âm: Xuānzhèngyuàn xiádì) là tên gọi của Tây Tạng trong thời kỳ thuộc Nguyên từ năm 1270 đến năm 1354, cũng được gọi là thời kỳ Sakya hoặc triều đại Sakya theo tên của tông phái Sakya. Địa hạt trong thời kỳ này được điều hành bởi các Lama phái Sakya dưới sự bảo hộ của triều đình nhà Nguyên tại Trung Hoa, một nhánh của Đế quốc Mông Cổ. Sự cai trị của người Mông Cổ tại Tây Tạng trên thực tế đã bắt đầu vào năm 1244 sau khi Sakya Pandita được trao quyền điều hành đất Tạng, hệ quả của cuộc xâm lược Tạng lần 1 của Mông Cổ vào năm 1240.
Các vấn đề hành chính và quân sự của địa hạt Tuyên Chính Viện được điều hành từ Tuyên Chính Viện tại Bắc Kinh, một cơ quan hành chính hạng nhất, tách biệt với các tỉnh Trung Hoa vốn thuộc nhà Tống. Người Tạng tự quyết về các vấn đề chính trị và tôn giáo, còn người Mông Cổ quản lý cơ cấu hành chính và quân sự . Đây có thể xem như một "Nhị đầu chế" tại đất Tạng, với cán cân quyền lực nghiêng về phía người Mông Cổ. Một trong những nhiệm vụ chính của Tuyên Chính Viện là chọn ra Pönchen (người điều hành) cho Địa hạt, thường các Lama sẽ lựa chọn các ứng viên trước khi Hoàng đế nhà Nguyên xét duyệt .

## Lịch sử

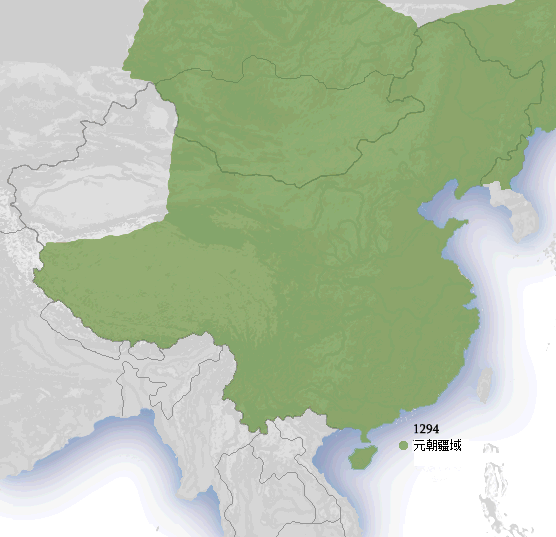
Lãnh thổ nhà Nguyên năm 1294.

### Các chiến dịch của người Mông Cổ
Trước thời nhà Nguyên, người Tạng đã phải chịu những cuộc tấn công của Đế quốc Mông Cổ. Lần đầu tiên bởi Hoàng tử Köden, con trai của Oa Khoát Đài Hãn, cháu nội của Thành Cát Tư Hãn. Lần thứ hai bởi Mông Kha Hãn, kết cục là toàn bộ khu vực thuộc về quyền kiểm soát của người Mông Cổ. Hốt Tất Liệt Hãn đã gộp khu vực này vào lãnh thổ nhà Nguyên của mình sau này, nhưng giữ nguyên hệ thống luật pháp tại đây . Hốt Tất Liệt cũng lập Lama của Sakya khi ấy, Drogön Chögyal Phagpa, tuyên úy riêng và là người đã cải đạo cho ông sang Phật giáo, thành người đứng đầu trên danh nghĩa của địa hạt.

### Dưới quyền nhà Nguyên
Dù nhà Nguyên vẫn duy trì sự cai trị tại Địa hạt Tuyên Chính Viện, các học giả lại có nhiều cách nhìn nhận khác nhau về mối quan hệ này: địa hạt có thể trực tiếp hoặc gián tiếp nằm dưới quyền điều hành của nhà Nguyên, hay là một "khu tự trị" không thuộc Nguyên nhưng thuộc Đế chế Mông Cổ . Do hiện nay không còn các trường hợp tương tự, nên mối quan hệ này thường được cho là tương tự với mối quan hệ giữa Đế quốc Anh và Ấn Độ thuộc Anh .
Mối quan hệ này được miêu tả trong sử liệu Mông Cổ như là "hai trật tự", một dựa trên tôn giáo và một dựa trên thế tục. Tôn giáo dựa trên Sutras và Dharani, thế tục dựa trên hòa bình và yên tĩnh. Các Sakya Lama quản lý tôn giáo, Hoàng đế nhà Nguyên lo chuyện thế tục. Tôn giáo và nhà nước trở nên phụ thuộc lẫn nhau, đều có chức năng riêng của mình , nhưng ý nguyện của Hoàng đế, thông qua các Pönchen, trên thực tế vẫn chiếm ưu thế .
Nhờ những ảnh hưởng tới gia đình Hoàng tộc Mông Cổ, các Lama người Tạng cũng đã đạt được tầm ảnh hưởng đáng kể trong nhiều bộ tộc Mông Cổ khác, có thể kể đến như Hãn quốc Y Nhi tại Ba Tư . Việc Hốt Tất Liệt kế thừa chức Khả hãn từ Mông Kha vào năm 1260 có nghĩa là, từ đó trở đi, ảnh hưởng của Phagpa và phái Sakya sẽ chỉ có tăng lên. Phagpa sau đó đã trở thành nhà lãnh đạo tối cao của các nhà sư Phật giáo tại Nguyên. Người Tạng đã giữ được một mức độ tự chủ khá cao so với những khu vực khác của nhà Nguyên trong thời kỳ này, dù vẫn còn những cuộc viễn chinh vào các năm 1267, 1277, 1281 và 1290/91 .

#### Hốt Tất Liệt Hãn

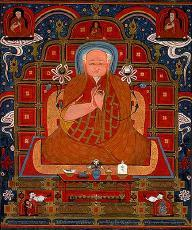
Drogön Chögyal Phagpa, Đế Sư đầu tiên của triều Nguyên.

Drogön Chögyal Phagpa vốn là tuyên úy riêng của Hốt Tất Liệt. Năm 1260, sau khi trở thành Khả hãn, Hốt Tất Liệt đã phong Phagpa làm "Quốc Sư", ông cũng chính là người đầu tiên "nêu lên luận điểm về mối quan hệ giữa tôn giáo và nhà nước trong thế giới Phật giáo Tạng-Mông" . Với sự hỗ trợ của Hốt Tất Liệt, Phagpa đã trở thành thủ lĩnh tinh thần không chỉ tại đất Tạng, mà còn rộng khắp cả Đế quốc Mông Cổ. Năm 1265, Năm 1265, Drogön Chögyal Phagpa trở về Tạng và bước đầu thiết lập quyền bá chủ Sakya bằng cách bổ nhiệm một đồng minh thân tín là Shakya Zangpo làm Pönchen vào năm 1267. Mối quan hệ giữa Hốt Tất Liệt và Phagpa được người Tạng xem như ví dụ điển hình cho "mối quan hệ giữa người bảo trợ và thầy tu". Mỗi Hoàng đế nhà Nguyên sau này đều có một Lama làm tuyên úy riêng cho mình .
Hốt Tất Liệt đã tạo ra một chức vị mới dựa trên Quốc Sư là "Đế Sư" dành cho các Sakya Lama, họ sẽ sống tại Tuyên Chính Viện tại Bắc Kinh và giám sát mọi hoạt động Phật giáo trong Đế quốc, và một người Tạng sẽ trở thành Pönchen và trú tại Địa hạt Tuyên Chính Viện để điều hành . Tuy nhiên, hệ thống này đã dẫn đến xung đột giữa các Sakya Lama và các Pönchen .
Hốt Tất Liệt lệnh cho Chögyal Phagpa tạo nên một hệ thống chữ viết mới cho Đế chế Mông Cổ đa ngôn ngữ. Chögyal Phagpa đã dựa trên chữ Tạng để sáng tạo nên chữ Phagspa vào năm 1268. Hốt Tất Liệt quyết định sử dụng chữ Phagspa làm chữ viết chính thức của Đế quốc thay vì chữ Hán hay chữ Duy Ngô Nhĩ, ngay cả sau khi ông trở thành Hoàng đế Trung Hoa vào năm 1271. Tuy nhiên, việc phổ cập chữ Phagspa gặp nhiều khó khăn và không đạt được kết quả như mong đợi. Chỉ có một số ít tài liệu được ghi chép bằng chữ Phagspa, còn đại đa số vẫn được viết bằng chữ Hán hoặc chữ Duy Ngô Nhĩ . Sau khi nhà Nguyên sụp đổ vào năm 1368, hệ thống chữ viết này cũng không được sử dụng thêm nữa . Dù chưa bao giờ phổ biến, chữ Phagspa đã được sử dụng trong gần một thế kỷ và được cho là có ảnh hưởng tới sự phát triển của chữ Triều Tiên hiện đại sau này .

#### Nổi dậy
Quyền bá chủ của phái Sakya tại đất Tạng tiếp tục được duy trì cho đến giữa thế kỷ thứ 14, dù từng bị thách thức bởi phái Drikung Kagyu, được hỗ trợ với Duwa  của Hãn quốc Sát Hợp Đài vào năm 1285. Cuộc nổi dậy bị dập tắt vào năm 1290 khi quân đội Nguyên-Sakya dưới sự chỉ huy của Temur-Buqa, cháu nội của Hốt Tật Liệt, đốt phá tu viện Drigung và giết 10.000 người .

#### Nhà Nguyên sụp đổ
Trong những năm 1346-1354, các cuộc khởi nghĩa nổ ra khắp nơi tại trung nguyên. Tại Tạng, Tai Situ Changchub Gyaltsen của phái Kagyu đã lật đổ Sakya và lập nên triều đại của phái Phagmodru, hay triều đại Phagmodrupa. Sự truyền thừa của Sakya Lama chấm dứt vào năm 1358, khi phái Kagyu của Phagmodrupa giành quyền kiểm soát Ü-Tsang, khôi phục sự độc lập của người Tạng cho 400 tiếp sau đó . "Tới những năm 1370, ranh giới giữa các tông phái Phật giáo đã rõ ràng ". Tuy nhiên, người sáng lập của Phái Phagmodru luôn né tránh việc chống đối trực tiếp nhà Nguyên tới tận khi triều đại này sụp đổ vào năm 1368. Sau đó, người kế vị của ông là Jamyang Shakya Gyaltsen đã quyết định mở rộng quan hệ với nhà Minh, một triều đại được lập nên bởi người Hán.

### Sách tham khảo
- Laird, Thomas. The Story of Tibet: Conversations with the Dalai Lama (2006) Grove Press. ISBN 0-8021-1827-5
- Petech, Luciano, Central Tibet and the Mongols: the Yüan-Sa-skya period of Tibetan history (1990) Istituto Italiano per il Medio ed Estremo Oriente. ISBN 978-88-6323-072-7, OCLC 29671390, Bản mẫu:Asin
- Rossabi, Morris. China Among Equals: The Middle Kingdom and Its Neighbors, 10th-14th Centuries (1983) Univ. of California Press. ISBN 0-520-04383-9
- Rossabi, Morris. Khubilai Khan: His Life and Times (1989) Univ. of California Press. ISBN 0-520-06740-1
- Smith, Warren W., Jr. Tibetan Nation: A History Of Tibetan Nationalism And Sino-Tibetan Relations (1997) Westview Press. ISBN 978-0-8133-3280-2